# Alina Bakunowicz-Łazarczyk
Alina Iwona Bakunowicz-Łazarczyk (ur. 15 listopada 1955) – polska okulistka, strabolog, profesor medycyny. Specjalizuje się w okulistyce dziecięcej.

## Życiorys
Dyplom lekarski zdobyła na Akademii Medycznej w Białymstoku (od 2008 roku Uniwersytet Medyczny) i na tej uczelni pracuje do dziś.
Habilitowała się w 1995 roku na podstawie oceny dorobku naukowego i pracy pod tytułem "Rola biologicznej aktywności płynu podsiatkówkowego w mechanizmach samoistnego odwarstwienia siatkówki". Jest profesorem zwyczajnym i kierownikiem w Klinice Okulistyki Dziecięcej z Ośrodkiem Leczenia Zeza Dziecięcego Szpitala Klinicznego Uniwersytetu Medycznego w Białymstoku. Należy do Polskiego Towarzystwa Okulistycznego (była wiceprzewodniczącą, działa m.in. w sekcji okulistyki dziecięcej). Tytuł naukowy profesora nauk medycznych został jej nadany w 2002 roku. Jest podlaskim konsultantem wojewódzkim w dziedzinie okulistyki.
Zasiada w radzie naukowej "Magazynu Lekarza Okulisty". Swoje prace publikowała w czasopismach krajowych i zagranicznych, m.in. w Klinice Ocznej (członek redakcji), Okulistyce oraz Kontaktologii i Optyce Okulistycznej.

## Odznaczenia
- Złoty Krzyż Zasługi (2000)[6]